# Eerste nationale herenhandbal 2012/13
De eerste nationale 2012–13 is de hoogste divisie in het Belgische handbal.

## Teams
| Ploeg                       | Plaats             | Provincie  | Trainers        | Hal                          |
| --------------------------- | ------------------ | ---------- | --------------- | ---------------------------- |
| Achilles Bocholt            | Bocholt            | Limburg    | Pim Rietbroek   | De Damburg                   |
| EHC Tournai                 | Doornik            | Henegouwen | Robin Matthijs  | Hall des Sports de la C.E.T. |
| HC Eynatten-Raeren          | Eynatten - Raeren  | Luik       | Bruno Thevissen | Sporthalle Eynatten          |
| Initia HC Hasselt           | Hasselt            | Limburg    | Luc Boiten      | Alverberg                    |
| VOO HC Herstal-Flémalle ROC | Flémalle - Herstal | Luik       | Thierry Finet   | Hall omnisports André Cools  |
| KV Sasja HC                 | Hoboken            | Antwerpen  | Alex Jacobs     | Sorghvliedt                  |
| Sporting NeLo               | Neerpelt - Lommel  | Limburg    | Robert Nijdam   | Dommelhof                    |
| United HC Tongeren          | Tongeren           | Limburg    | Predrag Dosen   | Eburons Dôme                 |
| Union Beynoise              | Beyne-Heusay       | Luik       | Didier Charlier | Hall Omnisports Edmond Rigo  |
| HC Visé BM                  | Wezet              | Luik       | Davor Peric     | Hall Omnisports de Visé      |

## Reguliere competitie
| Pos | Club                        | Wed | W  | G | V  | Ptn | DT  | DV  | +/−  | Opmerking                |
| --- | --------------------------- | --- | -- | - | -- | --- | --- | --- | ---- | ------------------------ |
| 1   | Achilles Bocholt            | 18  | 17 | 1 | 0  | 35  | 573 | 426 | 147  | Geplaatst voor Play-off  |
| 2   | Initia HC Hasselt           | 18  | 15 | 1 | 2  | 31  | 569 | 445 | 124  | Geplaatst voor Play-off  |
| 3   | United HC Tongeren          | 18  | 15 | 0 | 3  | 30  | 574 | 442 | 132  | Geplaatst voor Play-off  |
| 4   | Sporting NeLo               | 18  | 8  | 2 | 8  | 18  | 532 | 534 | -2   | Geplaatst voor Play-off  |
| 5   | KV Sasja HC                 | 18  | 7  | 2 | 9  | 16  | 456 | 466 | -10  | Geplaatst voor Play-down |
| 6   | HC Visé BM                  | 18  | 7  | 0 | 11 | 14  | 488 | 524 | -36  | Geplaatst voor Play-down |
| 7   | Union Beynoise              | 18  | 6  | 1 | 11 | 13  | 472 | 524 | -52  | Geplaatst voor Play-down |
| 8   | EHC Tournai                 | 18  | 5  | 3 | 10 | 13  | 456 | 509 | -53  | Geplaatst voor Play-down |
| 9   | HC Eynatten-Raeren          | 18  | 3  | 0 | 15 | 6   | 467 | 587 | -120 | Geplaatst voor Play-down |
| 10  | VOO HC Herstal-Flémalle ROC | 18  | 1  | 2 | 15 | 4   | 443 | 573 | -130 | Geplaatst voor Play-down |

## Nacompetitie

### Play-down
| Pos | Club                        | Wed | W | G | V | Ptn | DV  | DT  | +/− | BP | Opmerking                          |
| --- | --------------------------- | --- | - | - | - | --- | --- | --- | --- | -- | ---------------------------------- |
| 1   | KV Sasja HC                 | 10  | 9 | 1 | 0 | 25  | 312 | 225 | 87  | +6 |                                    |
| 2   | HC Visé BM                  | 10  | 7 | 0 | 3 | 19  | 300 | 275 | 25  | +5 |                                    |
| 3   | EHC Tournai                 | 10  | 5 | 1 | 4 | 14  | 264 | 271 | -7  | +3 |                                    |
| 4   | Union Beynoise              | 10  | 4 | 0 | 6 | 12  | 250 | 276 | -26 | +4 |                                    |
| 5   | HC Eynatten-Raeren          | 10  | 3 | 0 | 7 | 8   | 266 | 310 | -44 | +3 |                                    |
| 6   | VOO HC Herstal-Flémalle ROC | 10  | 1 | 0 | 9 | 3   | 238 | 273 | -35 | +1 | Gedegradeerd naar tweede nationale |

### Play-off
| Pos | Club               | Wed | W | G | V | Ptn | DT  | DV  | +/− | BP | Opmerking                       |
| --- | ------------------ | --- | - | - | - | --- | --- | --- | --- | -- | ------------------------------- |
| 1   | Achilles Bocholt   | 6   | 4 | 0 | 2 | 12  | 192 | 171 | 21  | +4 | Geplaatst voor de Best of Three |
| 2   | Initia HC Hasselt  | 6   | 4 | 0 | 2 | 11  | 166 | 162 | 4   | +3 | Geplaatst voor de Best of Three |
| 3   | United HC Tongeren | 6   | 4 | 0 | 2 | 10  | 186 | 167 | 19  | +2 | Speelt voor de 3e en 4e plaats  |
| 4   | Sporting NeLo      | 6   | 0 | 0 | 6 | 1   | 161 | 205 | -44 | +1 | Speelt voor de 3e en 4e plaats  |

### 3e en 4e plaats
| 18 mei 2013 | United HC Tongeren | 30 - 27 | Sporting NeLo | Eburons Dôme, Tongeren |
| 18 mei 2013 |                    |         |               | Eburons Dôme, Tongeren |
| 18 mei 2013 |                    |         |               | Eburons Dôme, Tongeren |

### Best of Three
| 18 mei 2013 | Initia HC Hasselt | 32 - 33 | Achilles Bocholt | Alverberg, Hasselt |
| 18 mei 2013 |                   |         |                  | Alverberg, Hasselt |
| 18 mei 2013 |                   |         |                  | Alverberg, Hasselt |

| 25 mei 2013 | Achilles Bocholt | 24 - 25 | Initia HC Hasselt | De Damburg, Bocholt |
| 25 mei 2013 |                  |         |                   | De Damburg, Bocholt |
| 25 mei 2013 |                  |         |                   | De Damburg, Bocholt |

| 1 juni 2013 | Achilles Bocholt | 31 - 32 | Initia HC Hasselt | De Damburg, Bocholt |
| 1 juni 2013 |                  |         |                   | De Damburg, Bocholt |
| 1 juni 2013 |                  |         |                   | De Damburg, Bocholt |

|                   |
| INITIA HC HASSELT |
| 12de titel        |